# ミカ・ペネトレイター

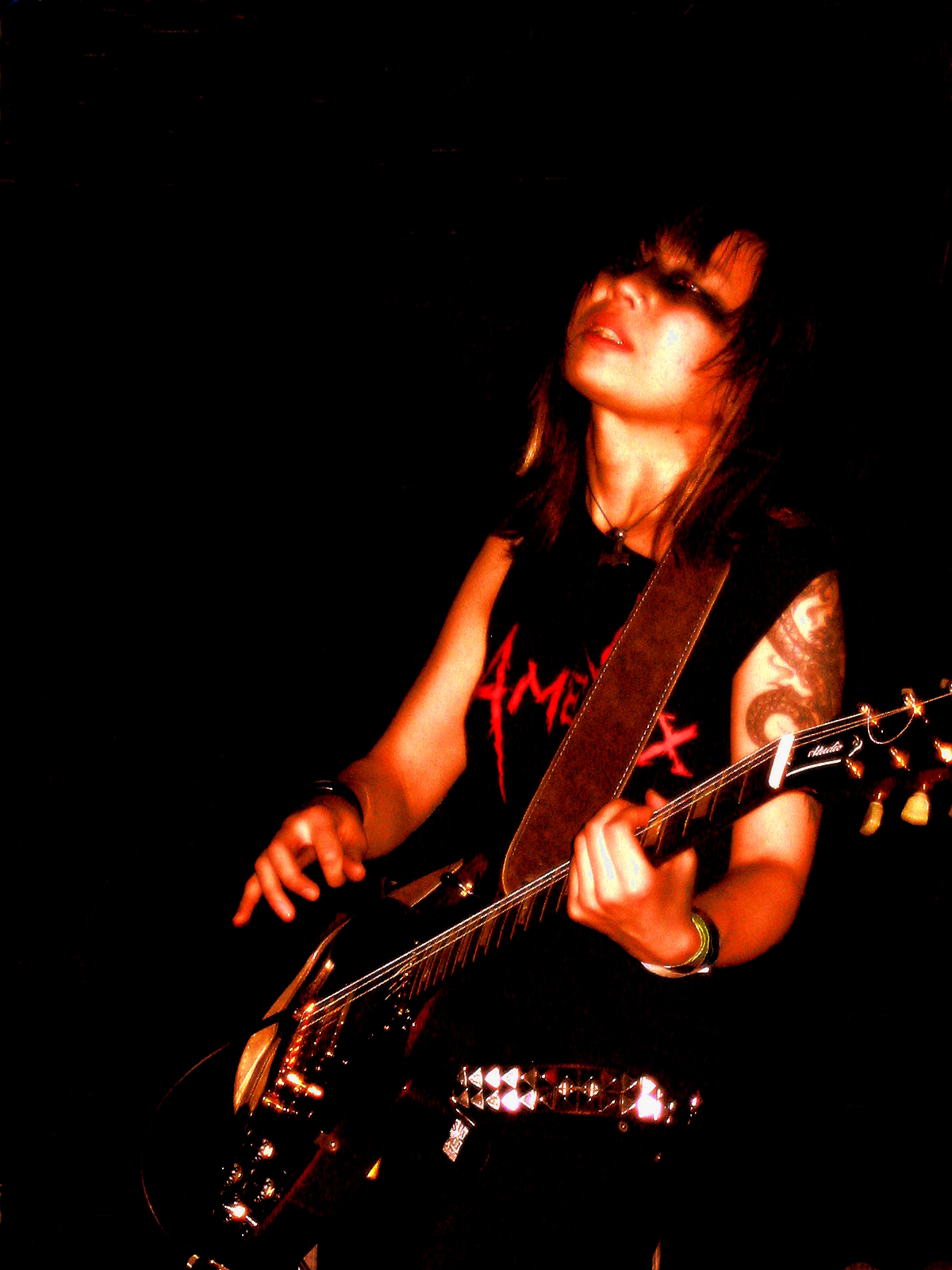
2008年

ミカ・ペネトレーター（Mika Penetrator）は、日本の女性ミュージシャン。

## 来歴
- 2003年 - エクストリーム・メタル・バンド、Gallhammerを結成。バッキング・ボーカルを務める。
- 2010年 - Gallhammerから脱退。

| スタブアイコン | サブスタブ | この項目は、まだ閲覧者の調べものの参照としては役立たない、音楽関係者（バンド等）に関連した書きかけの項目です。この項目を加筆・訂正などしてくださる協力者を求めています（P:音楽/PJ:芸能人）。 |